# Hartia tonkinensis
Hartia tonkinensis là một loài thực vật có hoa trong họ Theaceae. Loài này được Merr. mô tả khoa học đầu tiên năm 1938.